# Új-zélandi fürj
Az új-zélandi fürj (Coturnix novaezelandiae)  a madarak osztályának tyúkalakúak (Galliformes) rendjébe és a fácánfélék (Phasianidae) családjába tartozó kihalt faj.

## Előfordulása
Az 1860-as évekig  egészen elterjedtnek számított Új-Zélandon. A természetes élőhelye mérsékelt övi füves puszták.

## Kihalása
Valószínűleg a betegség okozta, amit talán behurcolt madarak vittek be a szigetre, ezek mellett ragadozó állatok betelepülése együtt okozta a faj 1875-ös kihalását.